# Provodín
Provodín (en allemand : Mickenhan) est une commune du district de Česká Lípa, dans la région de Liberec, en République tchèque. Sa population s'élevait à 739 habitants en 2021.

## Géographie
Provodín se trouve à 9 km au sud-sud-est du centre de Česká Lípa, à 36 km à l'ouest-sud-ouest de Liberec et à 62 km au nord-nord-est de Prague.
La commune est limitée par Česká Lípa et Zákupy au nord, par Ralsko à l'est, par Doksy au sud, par Jestřebí au sud-ouest, et par Zahrádky et Sosnová à l'ouest.

## Histoire
La première mention écrite de la localité date de 1376.

## Galerie

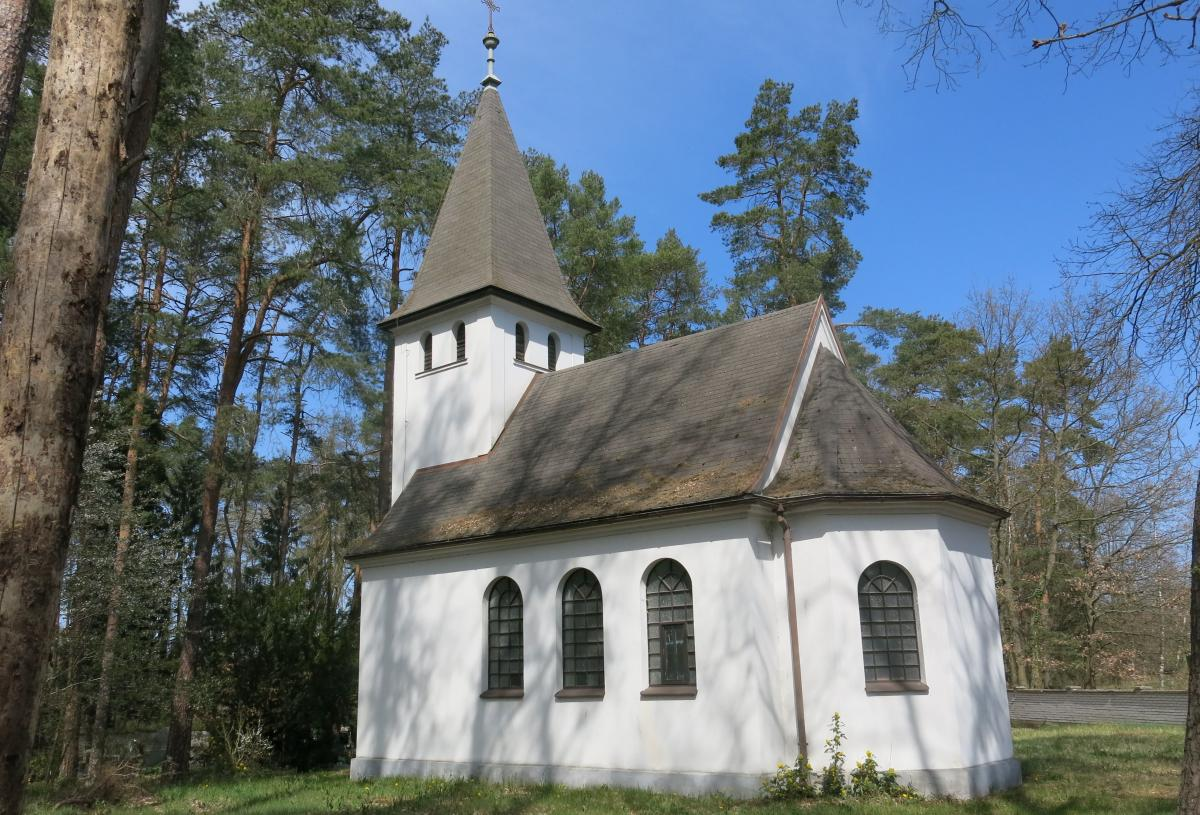
Chapelle Saint-Procope.
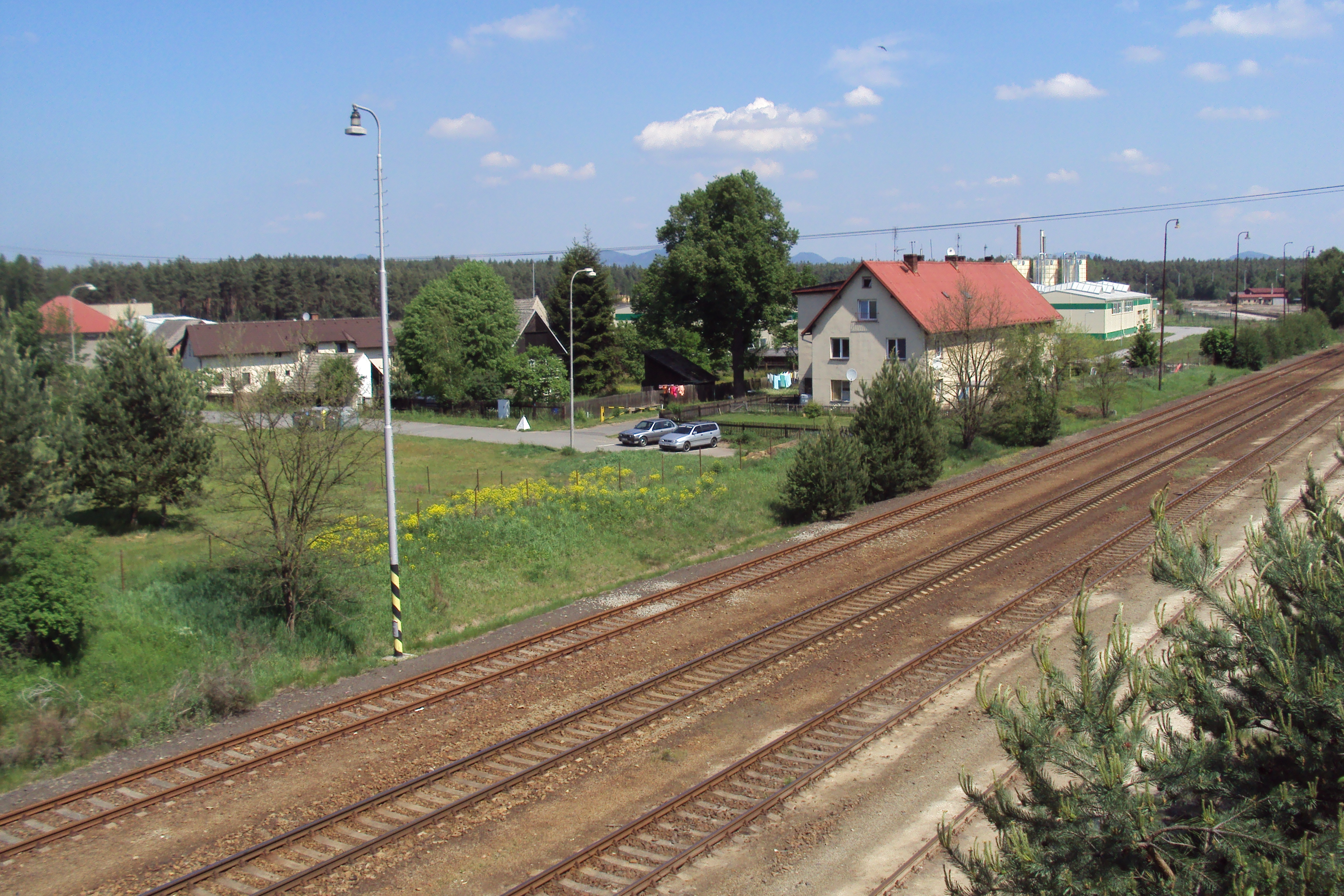
Gare ferroviaire.

## Transports
Par la route, Provodín se trouve à 13 km de Česká Lípa, à 51 km de Liberec et à 81 km de Prague.